# Cielo d'Alcamo

Cielo d'Alcamo fue un poeta italiano, nacido presumiblemente en Alcamo, Sicilia, en la primera mitad del siglo XIII. Es uno de los poetas más representativos de la poesía popular juglaresca y de la Escuela siciliana.
Es autor de un contrasto en dialecto meridional que lleva por título Rosa fresca aulentissima y que inaugura en Italia la tradición de la poesía popular. Se trata de un diálogo destinado a la representación, en el que una mujer aldeana, solicitada por un amante descarado, trata de resistirse antes de entregarse a él.